# Waterbed

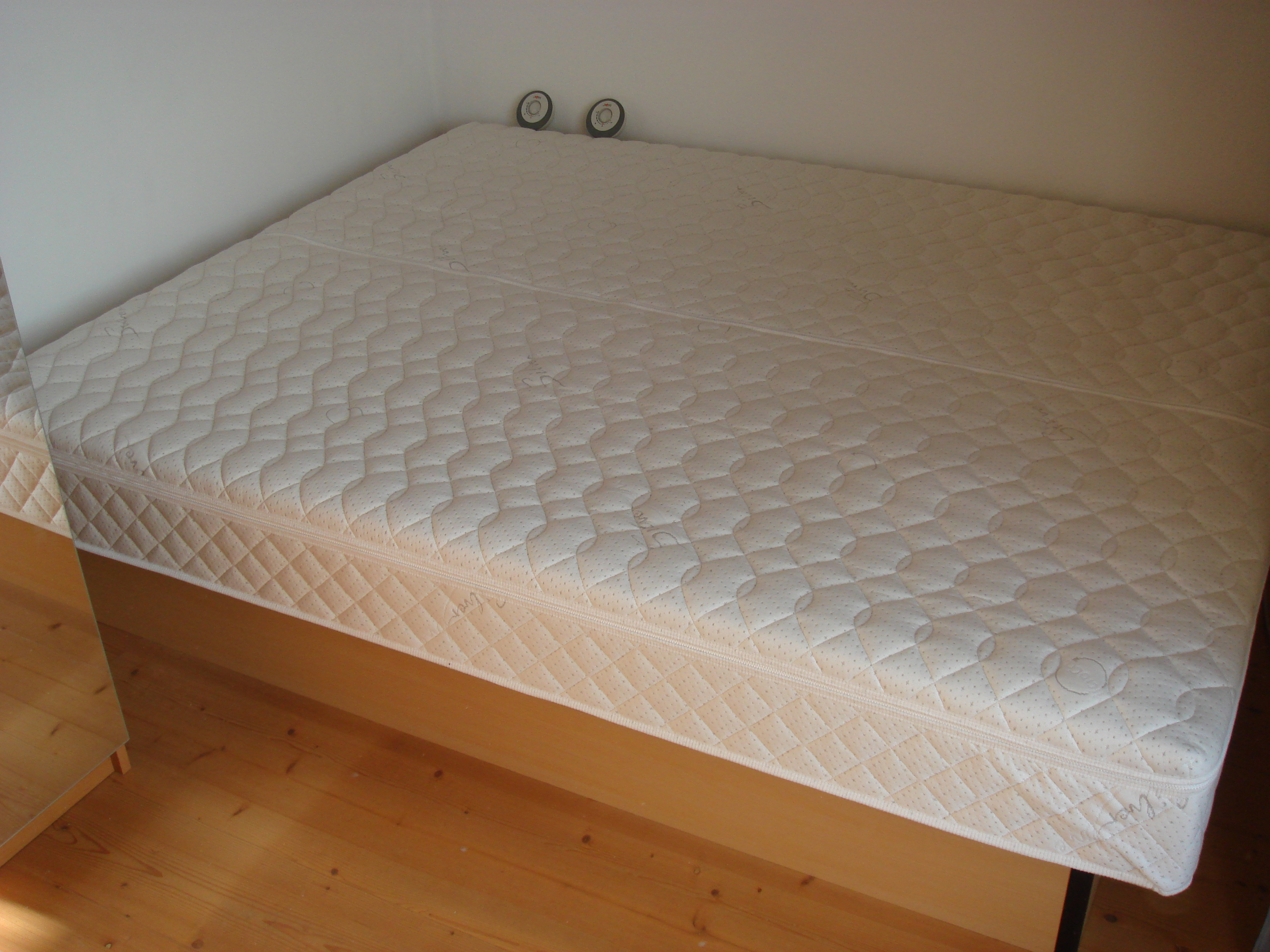
Softside Waterbed 160x200 cm

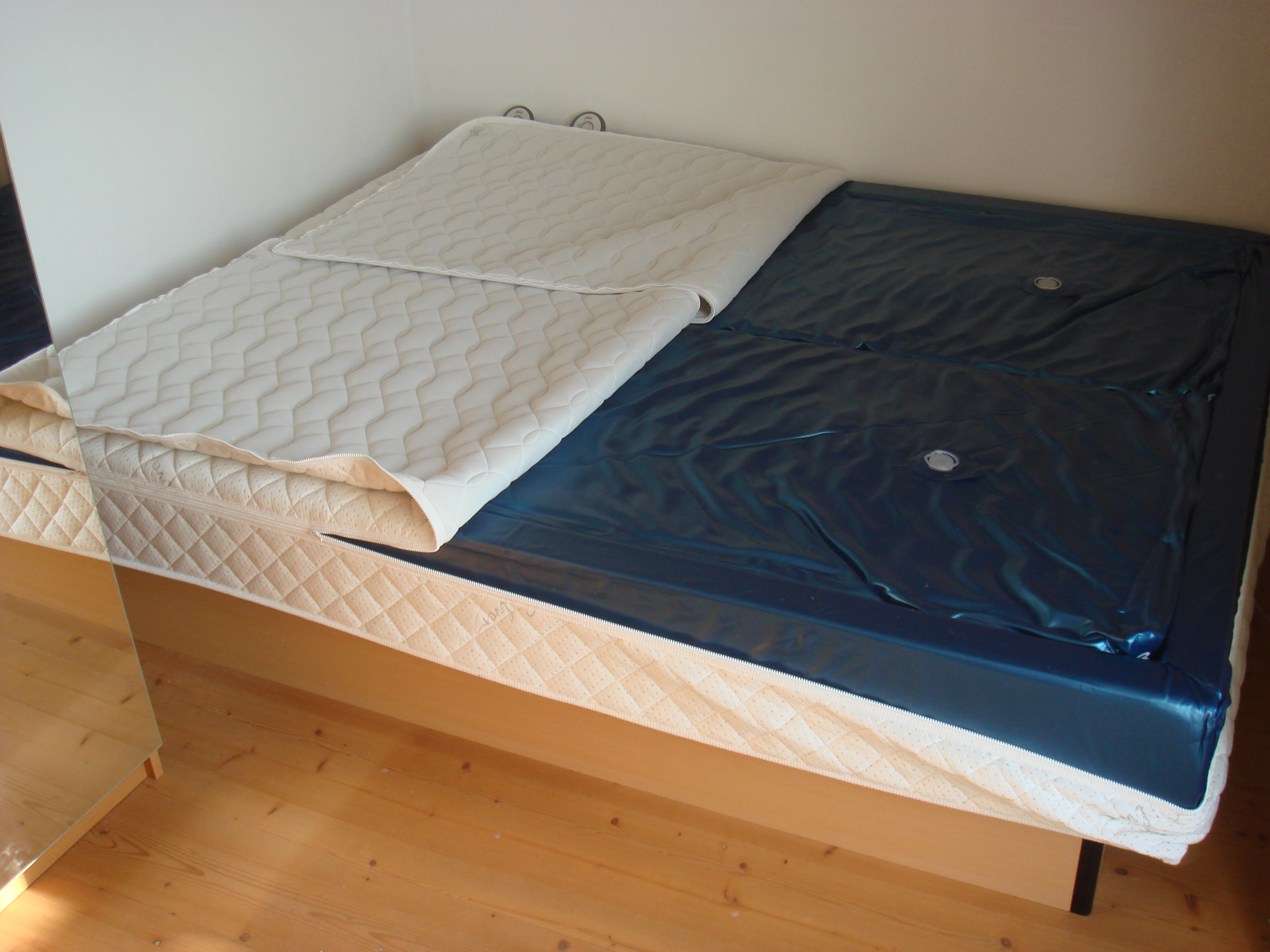
Waterbed met afzonderlijk te verwarmen compartimenten

Een waterbed is een bed waarvan de matras bestaat uit een met water gevulde kunststof zak, meestal van pvc, die in een waterdichte opvangbak ligt, veiligheidsvoering of liner genoemd.
Waterbedden werden in de negentiende eeuw al gebruikt. Uitvinder is de Schot Neil Arnott in 1832. Zijn vinding werd gebruikt om doorliggen van patiënten te voorkomen tijdens langdurige bedlegerigheid. Waterbedden werden in Nederland bij de gewone consument pas populair in de laatste decennia van de twintigste eeuw.
Een waterbed heeft een met water gevulde matras, die een goede en gelijkmatige ondersteuning van het lichaam geeft. Men heeft het gevoel te zweven. De matras moet na het vullen zorgvuldig ontlucht worden, want luchtbellen geven storende klotsgeluiden. Ook na correct afvullen ontstaan na verloop van tijd luchtbellen zolang het water niet vrij is van algen en bacteriën. Aan het water wordt na het vullen een ´conditioner´ toegevoegd, een ontsmettingsmiddel (bijvoorbeeld benzalkoniumchloride of natriumthiosulfaat) voor het doden van algen en bacteriën. Er zijn sinds enkele jaren ook biologische conditioners op de markt die geheel onschadelijk zijn voor het milieu.
De watermatras moet verwarmd worden omdat het water anders het lichaam van de slaper te veel afkoelt. Hiervoor ligt onder het waterbed een elektrisch verwarmingselement. De keuze van de juiste temperatuur verhoogt het comfort van een waterbed, hiervoor heeft een waterbed een instelbare thermostaat die het verwarmingselement in- en uitschakelt. 's Zomers koel en 's winters behaaglijk warm. Het energieverbruik van een 2-persoons waterbed bedraagt 300 - 1500 kWh/jaar, afhankelijk van de temperatuur in de slaapkamer en de maat en soort van het waterbed. De minimum temperatuur voor een waterbed ligt op 24 graden Celsius, met een maximum van 30 °C. Aangezien het gewicht van een met water gevulde matras inclusief slaper(s) oploopt van 300 tot 850 kilo kan een waterbed alleen op een stevig dragende sokkel en vloer geplaatst worden. Zolang een woning voldoet aan de bouwvoorschriften, kan er altijd een waterbed worden geïnstalleerd.
Tweepersoonswaterbedden kunnen zijn voorzien van gescheiden compartimenten. Dit kan nodig zijn als de twee slapers veel in gewicht en lichaamsbouw verschillen, een verschillende watertemperatuur op prijs stellen, of andere eisen stellen aan de ligging. Bij het vullen van de watermatras is het zaak de matras zover te vullen dat bij liggen het lichaam nergens de bodem raakt. Te ver vullen van de waterzak heeft tot gevolg dat de slaper niet 'in' het water drijft maar op het gespannen vinyl ligt, vergelijkbaar met een luchtbed.
Moderne waterbedden zijn doorgaans van het softside type; in plaats van een houten 'bak' met harde rand wordt een schuimrubber rand rondom toegepast. Het geheel wordt vervolgens overtrokken met een afneembare bekleding.

## Stabilisatie
Er is een keuze uit ongestabiliseerde, waarin het water volledige bewegingsvrijheid heeft, tot en met volledig gestabiliseerde waterbedden, waarin men al na een seconde stil ligt. Hiervoor zijn binnenin de matras maatregelen genomen, zoals compartimenteren met cilinders of kamers, een 'hydraulisch systeem' of met speciale fibermatten, het zogenoemde floating system. Die laatste worden tegenwoordig ook gecombineerd met schuimlagen, waardoor er zones in de matras kunnen ontstaan.

## Gebruik

### In de zorg

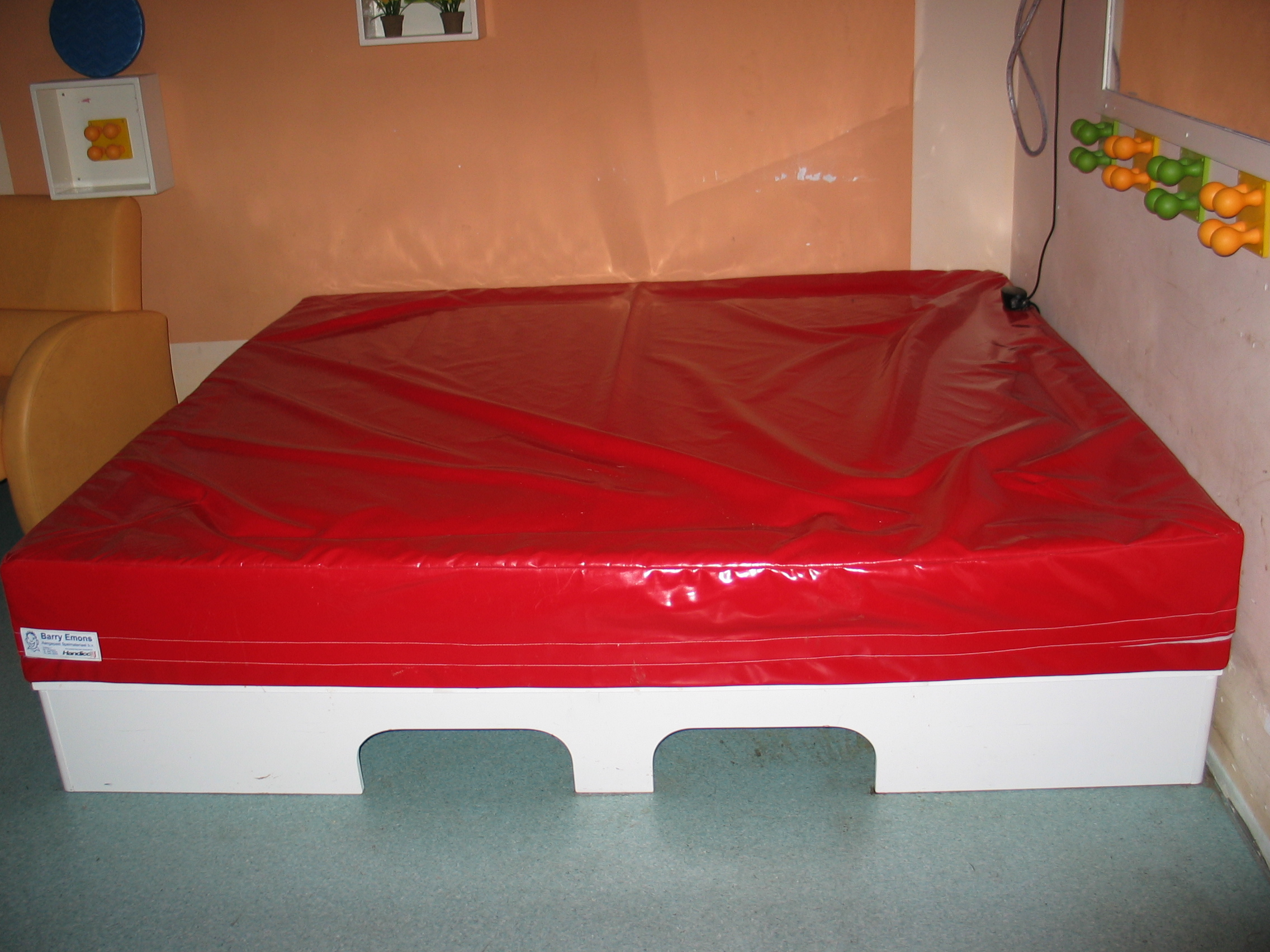
Een groot waterbed in een snoezelruimte voor verstandelijk gehandicapten.

Gestabiliseerde waterbedden worden, net als bij de originele vinding van Arnott, in ziekenhuizen en zorginstellingen gebruikt voor patiënten die langdurig moeten liggen om doorliggen zo veel mogelijk te voorkomen.
Daarnaast zijn waterbedden vaak een basisonderdeel van snoezelruimtes.

### Koeienstal
Een koeienstal kan (deels) uitgevoerd worden met een zachte waterbedvloer in plaats van een harde betonvloer. Dit voorkomt verwonding.